# Neucoschütz
Neucoschütz ist eine Siedlung im Stadtteil Potschappel der sächsischen Großen Kreisstadt Freital im Landkreis Sächsische Schweiz-Osterzgebirge.

## Geographie

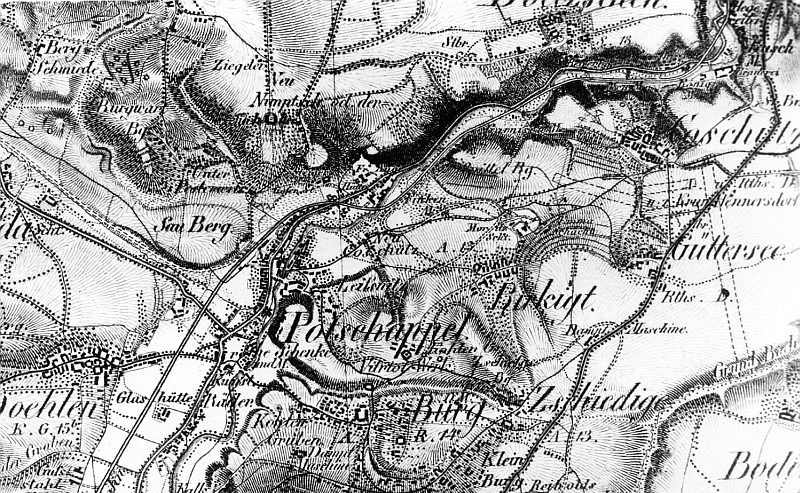
Neu-Coschütz (Kartenmitte) im 19. Jahrhundert – damals war es noch Ortsteil von Coschütz.

Neucoschütz liegt im Nordosten des Freitaler Stadtgebietes am Eingang zum Plauenschen Grund. Es grenzen Potschappel, Birkigt und die Landeshauptstadt Dresden mit den Stadtteilen Coschütz und Gittersee an.

## Geschichte

Weißeritz Hochwasser in Neucoschütz bei Dresden (30. u. 31. Juli 1897)

Neucoschütz entstand Mitte des 19. Jahrhunderts als Arbeitersiedlung am Verbindungsweg von Coschütz nach Potschappel. Erstmals urkundlich erwähnt wurde der Ort um 1850 und ist damit die jüngste Siedlung auf Freitaler Gebiet. Es gehörte ursprünglich zu dem späteren Dresdner Stadtteil Coschütz, wurde aber 1896 nach Potschappel umgemeindet. Zu dieser Zeit lag die Verwaltungszugehörigkeit des Ortes bei der Amtshauptmannschaft Dresden-Altstadt. Im Jahr 1921 schloss sich Potschappel mit Döhlen und Deuben zur Stadt Freital zusammen. Neucoschütz wurde kein eigener Stadtteil der neuen Stadt, sondern blieb Potschappel zugeordnet.